# The Starlight Barking
The Starlight Barking es una novela infantil escrita por Dodie Smith y publicada en 1967. Es la secuela oficial de su famoso libro, Los 101 dálmatas (La noche de las narices frías en Hispanoamérica).

## Argumento
La historia continúa con Pongo, Missis, la familia Dearly y sus dálmatas, que ahora viven en la antigua casa de Cruella de Vil en Suffolk. 
En esta secuela, todos los humanos están dormidos, los perros obtienen poderes telepáticos y de vuelo y son invitados por un perro estrella para ir al espacio con él a una posible guerra nuclear del futuro.
Todo esto les llevará a dilemas significativos, destacando la lealtad y el vínculos entre los perros y humanos. 

## Recepción
The Starlight Barking recibió una recepción mixta. Algunos lectores y críticos apreciaron la originalidad de la historia, sin embargo, otros encontraron que la trama era muy extraña en comparación con Los 101 dálmatas.
Aunque no alcanzó el mismo nivel de popularidad que su predecesor, sigue siendo una lectura interesante para aquellos que están curiosos por ver cómo continúa la historia de los dálmatas. Ha tenido muchas reimpresiones y se lanzó como audiolibro de Amazon Audible en 2011.
Los 101 dálmatas ha sido adaptada a dos películas: (la animada 101 dálmatas (película de 1961) y la película de acción en vivo 101 dálmatas (película de 1996). Cada versión tiene una o más secuelas (101 Dálmatas II: La aventura londinense de Patch, 102 Dálmatas y Cruella), además de otra secuela en forma serie con dos temporadas (101 dálmatas: la serie), pero ninguna de ellas está basada en la oficial The Starlight Barking.